# Alberobello
Alberobello er en by i Apulien, Italien med 10.248 (2023) indbyggere. Alberobello blev i 1996 optaget på Unescos liste over verdenskulturarv på grund af sine trulli.